# میلکوم (خدا)

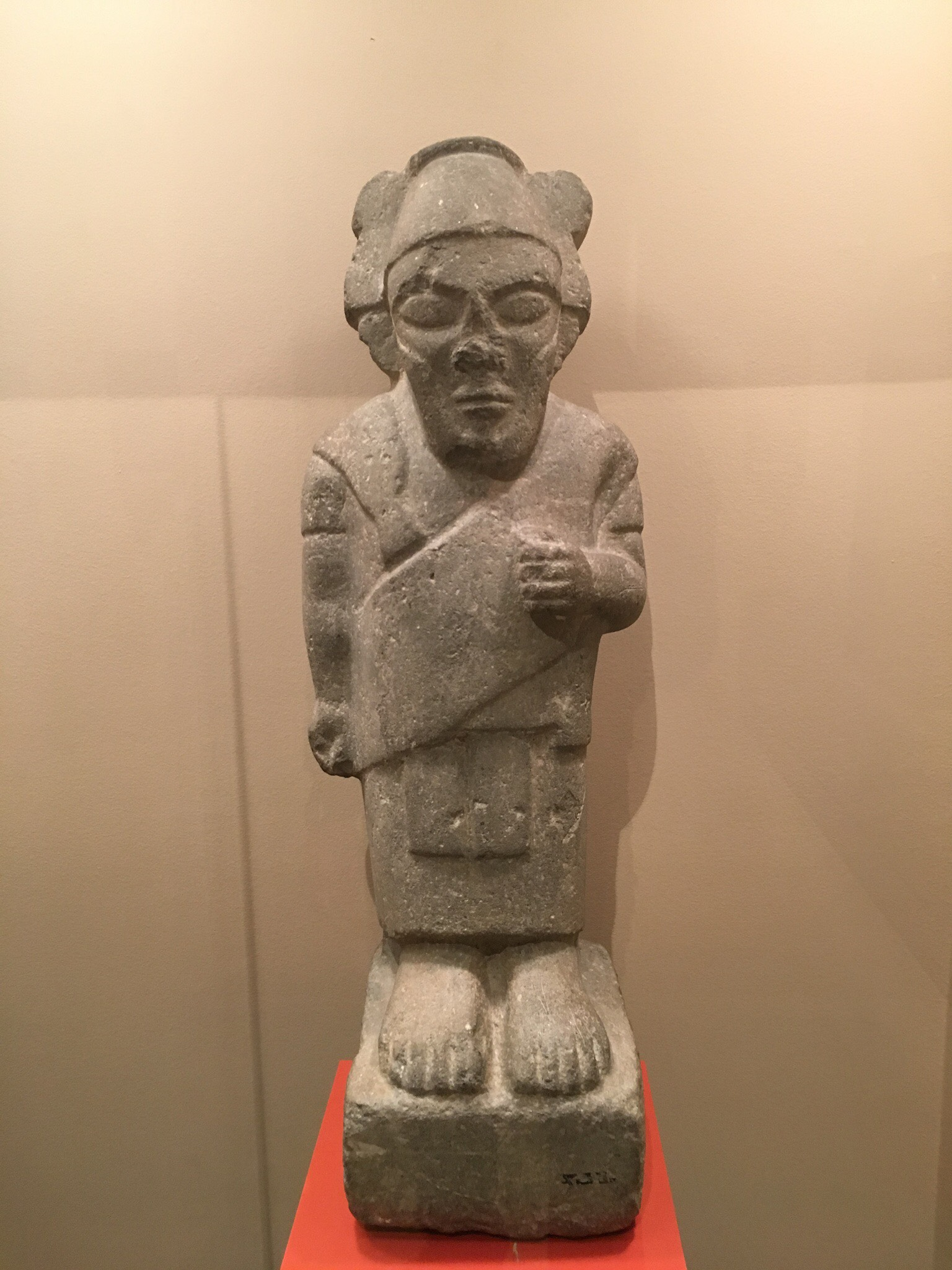
مجسمه‌ای که احتمالاً میلکوم یا فرمانروای خدایی آمونیت را به‌عنوان میلکوم، قرن هشتم پیش از میلاد نشان می‌دهد.

میلکوم (מִלְכֹּם‎) نام خدای ملی یا خدای محبوب عمون بود. او در کتاب مقدس عبری و در یافته‌های باستان‌شناسی از قلمرو سابق آمون گواهی شده‌است. ارتباط او با خدایان دیگر با نام‌های مشابه که در کتاب مقدس و باستان‌شناسی گواهی شده‌است، و همچنین رابطه‌اش با خدای عالی کنعانی ال (خدا)، یا خدای فرضی مولوخ مورد بحث است.

## گواهینامه‌ها
میلکوم چندین بار در کتاب مقدس عبری گواهی شده‌است، اگرچه این گواهی‌ها در مورد او کمی صحبت می‌کنند. در متن مازورتی، نام میلکوم سه بار، در هر مورد در فهرستی از خدایان خارجی که پرستش آنها برای یهوه، خدای بنی‌اسرائیل توهین‌آمیز است، آمده‌است.